# Boutigny
Boutigny – miejscowość i gmina we Francji, w regionie Île-de-France, w departamencie Sekwana i Marna.
Według danych na rok 1990 gminę zamieszkiwały 623 osoby, a gęstość zaludnienia wynosiła 63 osób/km² (wśród 1287 gmin regionu Île-de-France Boutigny plasuje się na 746. miejscu pod względem liczby ludności, natomiast pod względem powierzchni na miejscu 387.).